# 프톨레마이오스 2세 필라델포스
프톨레마이오스 2세 필라델포스(그리스어: Πτολεμαῖος Φιλάδελφος, 기원전 309년 - 기원전 246년)는 기원전 283년부터 기원전 246년까지 통치하였던 프톨레마이오스 왕조 이집트의 왕이었다. 그는 프톨레마이오스 왕조의 창시자였던 프톨레마이오스 1세 소테르의 아들이며, 코스의 필리타스에게 교육받았다. 그에게는 프톨레마이오스 케라우노스라는 배다른 형이 있었는데, 이 프톨레마이오스 케라우노스는 기원전 281년 마케도니아 왕국의 왕이 되었다.
| 전임 프톨레마이오스 1세 소테르 | 프톨레마이오스 왕조 기원전 283년 - 기원전 246년 | 후임 프톨레마이오스 3세 에우에르게테스 |

자신의 딸 베레니케를 안티오코스 2세에게 주고
라오디케는 이에 불만을 품어 프톨레마이오스 2세와 안티오코스 2세, 베레니케를 사망시켰다

## 같이 보기
- 알렉산드리아 도서관